# Molsa gegant
La molsa gegant (Dawsonia superba) és una espècie de briòfit de la família Polytrichaceae que es distribueix a Nova Zelanda, Austràlia i Nova Guinea. El nom del gènere, Dawsonia, és en honor del botànic Dawson Turner. L'epítet específic, superba, vol dir en llatí 'bell, meravellós'. És la molsa més grossa del món, alguns exemplars n'arriben a fer 75 cm d'alt.

## Descripció
Els espècimens de Dawsonia superba aporten les molses més grosses i robustes del món; encara que poden fer 75 cm d'alt, rarament passen dels 30 cm. La llargada pot ser de 60 cm. Cada planta té una tija central llenyosa i erecta envoltada per petites fulles linears, excepte en la base i en les plantes que “fructifiquen” una càpsula terminal robusta amb un peristoma cotonós. A diferència de la majoria de les molses, la tija té un eix especialitzat, que és conductor d'aigua. La pluja dispersa aquesta molsa. Forma petites colònies al sotabosc dels boscos humits.